# Superstrada S3
La superstrada S3 (in polacco Droga ekspresowa S3) è una superstrada polacca che attraversa il Paese da nord a sud, da Świnoujście a Legnica. sul confine con la Repubblica Ceca, dove si collegherà alla prevista autostrada ceca D11. La lunghezza totale prevista è di 470,6 km, di cui 436,0 km aperti al traffico e 33,0 km in costruzione ad agosto 2024.
Il tratto principale da Stettino (svincolo con la A6) al confine con la Repubblica Ceca è stato completato. È stato costruito dal 2008 al 2024. Gli ultimi 3 km vicino al confine resteranno chiusi al traffico fino al 2028 circa, quando verrà costruito il tratto di collegamento con l'autostrada D11 nella Repubblica Ceca. Fa parte della strada europea E65.